# Satrius ornatus
Satrius ornatus är en stekelart som beskrevs av Tosquinet 1903. Satrius ornatus ingår i släktet Satrius och familjen brokparasitsteklar. Inga underarter finns listade i Catalogue of Life.